# Garda Maghiară

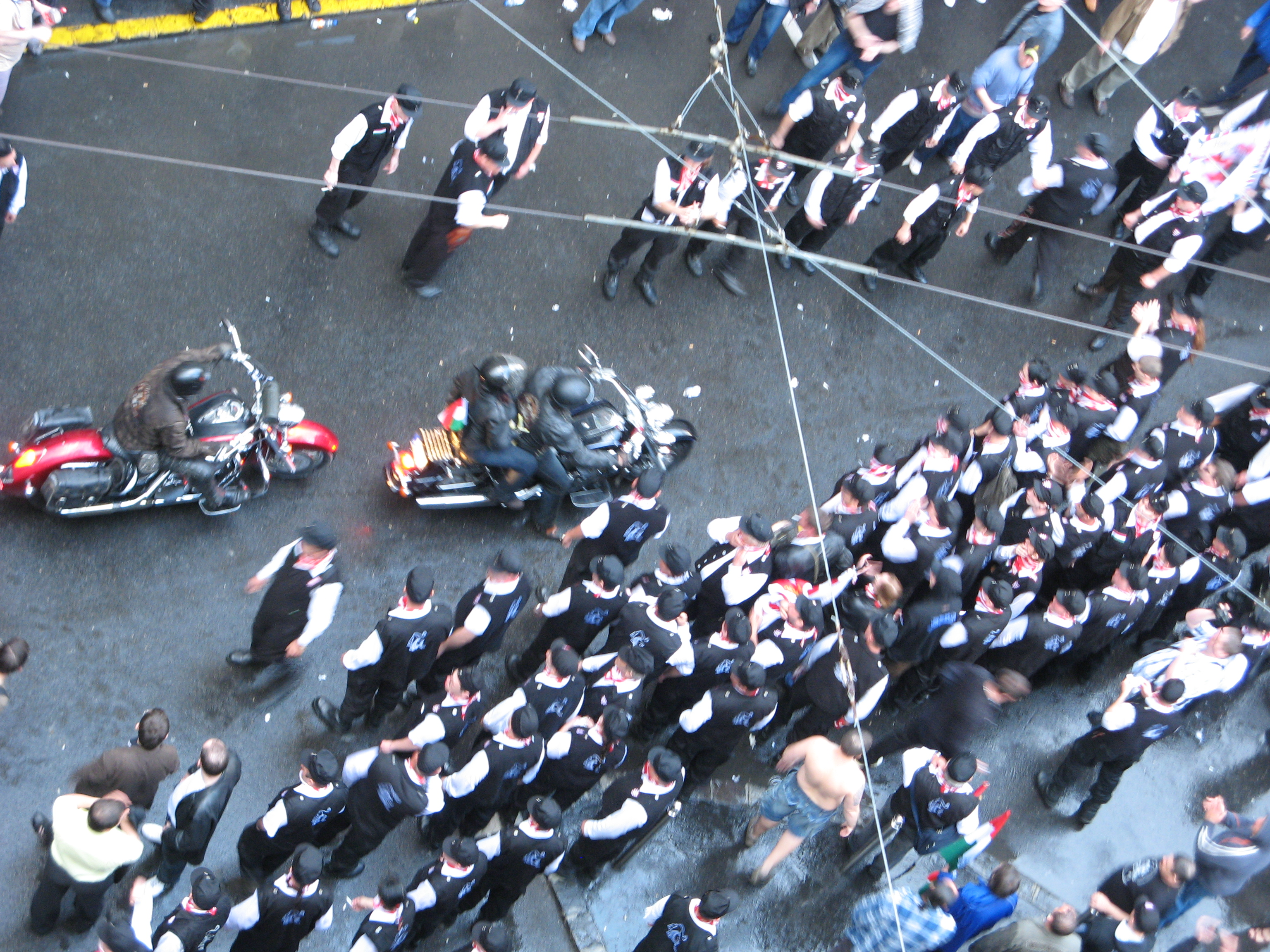
Garda Maghiară, demonstraţie cu motociclete

Garda Maghiară (în maghiară Magyar Gárda) este o organizație de extremă dreapta din Ungaria, fondată în 2007 de partidul Jobbik și scoasă în afara legii de Tribunalul Budapesta în decembrie 2008, decizie confirmată în mod definitiv și irevocabil de Curtea de Apel Budapesta la data de 2 iulie 2009.
„Membrii asociației tradiționaliste Garda Maghiară au creat o atmosferă de teamă, iar activitățile sale - ca defilările membrilor și discursurile liderilor ei în sate sau orașe populate de romi - au încălcat demnitatea minorității romilor. ”— Sentința Tribunalului Municipal din Budapesta.

## Ideologie

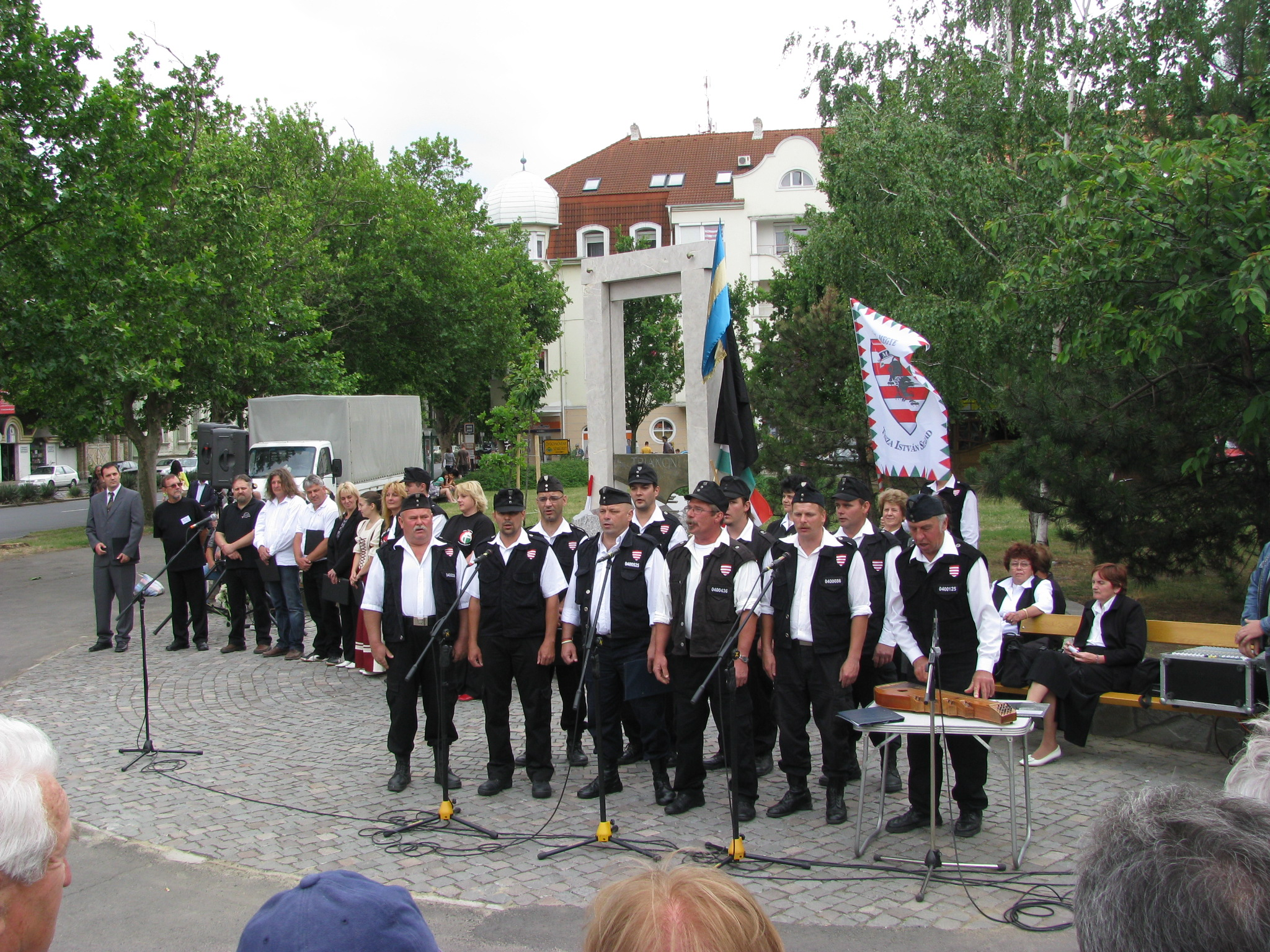
Membri ai Gărzii Maghiare la Békéscsaba își manifestă opoziția față de Tratatul de la Trianon, la 4 iunie 2009.

Garda Maghiară a folosit de la începutul existenței sale simboluri din recuzita formațiunilor fasciste din Ungaria interbelică. Liderii formațiunii s-au remarcat printr-o retorică rasistă și xenofobă, ceea ce a dus la scoaterea formațiunii în afara legii.
Liderii Gărzii Maghiare au declarat că doresc «să apere Ungaria pe plan fizic, moral și intelectual», Garda fiind considerată drept moștenitoarea Partidului Crucilor cu Săgeți datorită uniformei negre, a jurământului de credință, și a utilizării drapelului alb striat cu roșu, emblemă legendară a liderului tribal Árpád, emblemă instrumentalizată ideologic de Partidul Crucilor cu Săgeți.

## Conducători
- Gábor Vona: fondator.
- Lajos Für: fost ministru al Apărării

## Cronologie
- septembrie-octombrie 2006: răzmerițe contra guvernului socialist;
- 25 august 2007[8]: crearea Gărzii Maghiare, noua miliție de extremă dreaptă; primii 56 de membri depun jurământul în fața a 3.000 de simpatizanți care defilează sub ferestrele palatului prezidențial situat pe colina din Buda.
- 21 octombrie 2007[9]: depunerea jurământului de către 600 de noi tineri recruți; în uniformă neagră, ei au defilat în Piața Eroilor, fiind susținuți de 1.500 de simpatizanți, care fluturau drapelul roșu și alb al lui Árpád.
- decembrie 2008: Garda Maghiară a fost scoasă în afara legii de Tribunalul din Budapesta.
- 2 iulie 2009: printr-o decizie confirmată în mod definitiv și irevocabil de Curtea de Apel Budapesta, Garda Maghiară este scoasă în afara legii.

## Garda Maghiară în România
În Harghita, câțiva tineri mai exaltați au făcut demersuri, încă din 2007, pe lângă liderii Gărzii Maghiare pentru a înființa în România o subunitate, numită Plutonul Secuiesc.
Liderul grupului care făcea demersurile era Csibi Barna, din Miercurea Ciuc.
Garda Maghiară și-a mai făcut cunoscută prezența în 1 decembrie 2009, când un grup de șase membri s-au comportat provocator în Cluj-Napoca, cu ocazia a 91 de ani de la înființarea Batalionului Secuiesc, purtând însemne ale Ungariei Mari chiar de ziua națională a României.